# Eric Johnson (actor)
Eric Johann Johnson (Edmonton, Alberta, 7 de agosto de 1979) es un actor canadiense.
El trabajo más importante de Eric fue interpretando al "joven Tristán", en la película Legends of the Fall, protagonizada por Brad Pitt. Mientras estaba en Canadá, participó en la película Scorn.
Luego integraría el elenco principal de la serie de aventuras sobre los primeros años de Superman Smallville interpretando a "Whitney", novio de Lana Lang y rival de Clark Kent. 
En la ficción Whitney se fue de Smallville al final de la primera temporada para entrar al ejército, pero regresó para el episodio de la segunda temporada "Visage": sería el último episodio en el que participaría, ya que su personaje muere en combate. Eric aparecería en un cameo en un episodio de la cuarta temporada durante un flashback.
También protagoniza la serie Flash Gordon, una reciente adaptación del personaje del año 2007 emitida por el canal sci-fi.
En febrero de 2016 se confirmó que interpretaría a Jack Hyde en la película Cincuenta sombras más oscuras, secuela de la película Cincuenta sombras de Grey.
Eric disfruta de tocar guitarra, acampar y jugar baloncesto, fútbol y béisbol. Además, recientemente dirigió un cortometraje [¿cuándo?].

## Filmografía

### Televisión
- American Gods (Chad Mulligan) (2021)
- Vikings (Erik)(2020)
- The Knick (2014-presente)
- Rookie Blue (2010-2013)
- Supernatural (2010)
- Flash Gordon (2007-2008)
- Ghost Whisperer (2007)
- Criminal Minds (Sean Hotcher)
- Anonymous Rex (2004)
- Smallville (2001-2006)
- Oklahoma City: A Survivor's Story (1998)
- The Ray Bradbury Theater (1992)
- Orphan Black

### Cine
- A Million Miles Away (2023)[1]
- Un pequeño favor (2018)
- Cincuenta sombras liberadas (2018)
- Cincuenta sombras más oscuras (2017)
- Valentine Ever After (2016)
- Ginger Snaps 2: Unleashed (2003)
- Bang Bang You're Dead (2002)
- Texas Rangers (2001)
- Scorn (2000)
- Atomic Train (1999)
- Legends of the Fall (1994)